# Мала Чучель
Мала́ Чу́чель (крим. Kiçik Çuçel) — гора в Криму. Розташована на південному краї хребта Синап-Даг, що північніше Бабуган-яйли. На північний-північний-захід — гора Велика Чучель.
Мала Чучель має конусоподібну, злегка округлену вершину. Східний схил лісистий, західний з луговині і окремими деревами. Висота 1288 м.